# 파이어 (1996년 영화)
파이어(Fire)는 인도, 캐나다에서 제작된 디파 메타 감독의 1996년 드라마 영화이다. 샤바나 아즈미 등이 주연으로 출연하였고 디파 메타 등이 제작에 참여하였다.

## 출연

### 주연
- 샤바나 아즈미
- 난디타 다스

### 조연
- 쿠살 레키
- 랜짓 초우드리(영어판)
- 자베드 자프리
- 커브허스한 카반다(영어판)
- 앨리스 푼